# جمهورية الجبل الأسود (1992–2006)
جمهورية الجبل الأسود (بالسيريلية الصربية: Република Црна ГоRepublika Crna Gora) هي دولة تأسيسية لجمهورية صربيا والجبل الأسود (جمهورية يوغوسلافيا الاتحادية) بين 1992 و2006. إعلان استقلال الجبل الأسود في 2006 أنهى الاتحاد مع صربيا.
بعد انهيار جمهورية يوغوسلافيا الاشتراكية الاتحادية، دولتا صربيا والجبل الأسود اتفقتا على تكوين جمهورية يوغوسلافيا الاتحادية التي تخلت عن الشيوعية وأيدت المؤسسات الديمقراطية. في 2003، تغير اسم جمهورية يوغوسلافيا الاتحادية إلى جمهورية صربيا والجبل الأسود، والتي انفصلت عنها الجبل الأسود في 2006.